# Wityczew
Wityczew (także: Wyteczew, Wytyczew, Wityczew, Wityczów, Witaczów; ukr. Витачів; Wytacziw) – wieś na Ukrainie w rejonie obuchowskim obwodu kijowskiego, centrum miejscowej silskiej rady.
Prywatne miasto szlacheckie położone było w powiecie kijowskim województwa kijowskiego w latach 30 i 40. XVII wieku.

## Geografia
Wieś położona na prawym brzegu Dniepru w okolicy Zbiornika Kaniowskiego, przy drodze regionalnej R19.

## Historia
W pobliżu Wityczewa znajdują się ślady osadnictwa z epoki brązu i cmentarzysko scytyjskie.
Miejscowość założono w 957 r. Była opisywana przez Konstantyna VII Porfirogenetę jako gród okolicznej ludności słowiańskiej (Polan naddnieprzańskich) płacący daniny Rusom oraz jako port na Dnieprze. Według Lelewela od łodzi zwanych wicinami pochodzi też nazwa Wityczewa. 
Gród Wityczew jest wielokrotnie wspominany w ruskich latopisach jako ważny element w systemie obronnym przeciwko Pieczyngom. 10 sierpnia 1100 r. z inicjatywy Włodzimierza Monomacha odbył się tu zjazd Rurykowiczów. Podobnie w 1103 r. w pobliżu Wityczewa doszło do zjazdu dołobskiego (nad Jeziorem Dołobskim) – spotkania książąt ruskich (min. Włodzimierza Monomacha i Światopełka Izjasławicza), poświęconego wspólnej wyprawie na Połowców.
Gród w Wityczewie został prawdopodobnie zniszczony w czasie najazdu Batu-chana, ale jeszcze do XIX w. zachowały się znaczne resztki grodziska.
W XVI-XVII w. Wityczew, leżący w obrębie Rzeczypospolitej Obojga Narodów, należał kolejno do różnych rodzin szlacheckich, m.in. Olizarów, Krasińskich i Jana Sobieskiego (wówczas marszałka wielkiego koronnego).